# Klaviersonate Nr. 2 (Chopin)
Frédéric Chopin schrieb seine zweite Klaviersonate b-Moll op. 35 in den Jahren 1839/40.
| Sonate Nr. 2, Opus 35, 1.–4. Satz, Bernd Krueger |
| ------------------------------------------------ |
|                                                  |
|                                                  |
|                                                  |
|                                                  |

## Aufbau
1. Satz: Grave; Doppio movimento, alla breve

In der Tonart offen und weitgespannt, grave, aber schon im alla breve, lassen die vier Einleitungstakte den „Geist“ des Satzes und der ganzen Sonate erkennen. Die gepaarten Achtel in den ersten vier Takten des Doppio movimento geben den Drive des
Hauptthemas vor; agitato, aber noch leise und einstimmig folgt es in acht Takten alten Klassikregeln. Die Verstärkung in Oktaven und Quarten im taktweisen Wechsel von forte und piano, zweimal wiederholt, wirkt wie zaghafter Zweifel. Synkopierte Sext- und Septakkorde wischen ihn beiseite. In drei Akkorden findet der Sturm zur „Atempause“ im wunderbaren Sostenuto, in der Paralleltonart Des-Dur.

„Es ist der denkbar schärfste Gegensatz. Mit seiner breit gelagerten Akkordik ist es eines der bestgesteigerten Themen der Klaviermusik: zunächst in halben und ganzen Noten mit einer Viertelnotenwendung des Basses im 4. Takt, dann halbe und viertel Noten mit leichter Triolenbeschleunigung der Baßfigur, darauf eine mächtig sich hebende und senkende Welle mit zweimaligem Anhub, reicherer Harmonik und (teilweise punktiertem) Rhythmus. Bei der Wiederholung des Gesamtgedankens wird die erwähnte Baßfigur zunächst zu durchgehenden Triolen und weiterhin zu rollenden Achteln. Dem Thema wachsen drängende Triolen und schließlich Achtel in der Bewegung, Sexten- und Oktavenparallelen im Klang sowie kraftvollere Stärkegrade zu. Die Schlußgruppe besteht aus lauter in Viertel-Triolen geschmiedeten Akkordketten voll flimmernder, funkelnder Harmonierückungen und Dissonanzen. Die verhältnismäßig kurze Durchführung ist leidenschaftlich gespannt durch das unablässige Wühlen des unrastigen Hauptthemas. Wohl klingt das Kopfmotiv des Grave und auch eine Andeutung des Seitenthemas hinein; aber das kommt bei der wilden Besessenheit des Hauptthemas niemals zur Geltung. Einige in der Schlußgruppe enthaltene Takte leiten über zu einem B-Dur-Teil (einer Art Reprise), der das Seitenthema noch einmal in seiner ganzen Schönheit aufblühen läßt, sodann die Schlußgruppe wieder aufnimmt und in eine kurze akkordisch breite Koda mit dem im Baß erdröhnenden Hauptmotiv einströmt.“

2. Satz: Scherzo (Presto, ma non troppo), 3/4

Wie sonst nur das op. 4 von Johannes Brahms steht das Scherzo im „finsteren“ es-Moll. Anfang und Ende des Satzes zeigen einen wilden, stürmischen Charakter, während der Mittelteil (Trio), più lento überschrieben, Ges-Dur, eher den Charakter eines Nocturnes beschwört. In der Wiederholung ermattet der „barbarisch ausgelassene Oktavenjubel“ mit seinen weiten Sforzato-Sprüngen im Pianissimo des Triothemas.
3. Satz: Marche funèbre: Lento, 4/4
 Der Trauermarsch entstand bereits 1837, zwei Jahre vor den anderen Sätzen. Seine Bekanntheit erlangte dieser Satz aufgrund seiner vielfachen Verwendung in Film und Fernsehen; Orchesterbearbeitungen des Marsches wurden oft auf Staatsbegräbnissen gespielt, etwa für Leonid Breschnew, Josip Broz Tito, John F. Kennedy, Winston Churchill oder Margaret Thatcher. Die Struktur ähnelt dem Trio des Scherzos: Zum schweren Glockenklang der gleichmäßigen Bassakkorde und zum punktierten Rhythmus des engstufigen Themas wechseln die ständigen Sekundschritte der Mittelstimme zwischen b-Moll und Ges-Dur. Sparsam in den Mitteln, tröstet der Des-Dur-Mittelteil mit seinem leisen Gesang.
4. Satz: Finale. Presto, alla breve

Das Finale stellt einen äußerst kurzen Satz ohne Thema oder Akkorde dar, der kaum als regelhaftes Finale im klassischen Sinne verstanden werden kann. In Triolen und unisono, sotto voce e legato (una corda), ohne jede Pause und senza pedale huscht das fahle Finale vorüber. Nur wenige versteckte Akzente und Phrasierungen klingen durch, deren exakte Herausarbeitung einen sehr versierten Pianisten verlangen.
Chopin äußerte sich scherzhaft zu dem Satz: „nach dem Marsch [plaudern] die linke und rechte Hand unisono“.

## Rezeption
Eric Satie verwendet eine Variation des Trauermarsches im 2. Satz von Embryons desséchés. Das Motiv erscheint auf dem Bathory-Album Under the Sign of the Black Mark als Teil des Gitarrensolos in Call from the Grave.

„Daß Chopin es Sonate nannte, möchte man eher eine Kaprice heißen, wenn nicht einen Übermut, daß er gerade vier seiner tollsten Kinder zusammenkoppelte, sie unter diesem Namen vielleicht an Orte einzuschwärzen, wohin sie sonst nicht gedrungen wären.“

Der Mittelteil des Trauermarsches hat wiederholt zu Bearbeitungen mit humorigen Textunterlegungen angeregt, so zur bairischen Moritat vom Hintertupfer Bene, die durch die Hot Dogs bekannt gemacht wurde, oder das Lied Durch die Wüste der Sahara ging der Nathan mit der Sarah, das seit 1917 überliefert ist. Im Film Die Drei von der Tankstelle (1930) zitierte der Komponist Werner Richard Heymann das Motiv des Mittelteils in dem Lied Lieber, guter Herr Gerichtsvollzieher.
Der Trauermarsch wurde Vorlage für das von Jim Johnston komponierte Entrance Theme (Einzugsmusik) „Rest in Peace“ für den Wrestler The Undertaker, das als eines der bekanntesten und populärsten Entrance Themes der Wrestlinggeschichte gilt.

## Film
- Sonate für zwei: Chopin. Musikanalyse und Werkinterpretation, Schweiz, 2012, 50:30 Min., Regie: Sandra Steffan, Moderation: Nina Brunner, Pianist: Lev Vinocour, Produktion: SRF, 3sat, Reihe: Sonate für zwei, Erstsendung: 27. Oktober 2012 bei 3sat, Inhaltsangabe  von 3sat.